# Скрибоний (царь Боспора)
Скрибоний (др.-греч. Σκριβονιος, лат. Scribonius; умер ок. 15 до н. э.) — царь Боспора приблизительно в 17—15 годах до н. э.

## Биография
Происхождение Скрибония неизвестно: по одним сведениям он был римским вольноотпущенником, по другим — представителем знати из Колхиды. Дион Кассий отмечал, что Скрибоний выдавал себя за внука царя Понта и Боспора Митридата VI, и в то же время утверждал, что получил свою власть от римского императора Октавиана Августа.
Около 17 года до н. э. Скрибоний выступил против царя Асандра, которого предало собственное войско, и тот погиб. Впрочем, власть взяла жена последнего Динамия. Поэтому Скрибоний утвердился в Боспорском царстве не сразу. Неизвестно, при каких обстоятельствах удалось Скрибонию одержать победу, но ему пришлось вступить в брак с Динамией. События на Боспоре послужили поводом для вмешательства Римской империи во внутренние дела Боспорского царства.
Марк Випсаний Агриппа, который был в то время на Востоке и полновластно распоряжался там на основании своего imperium maius, поручил понтийскому царю Полемону I выступить против Скрибония. Однако около 15 года до н. э. тот был убит или самими боспорцами, недовольными его тиранией, или в результате заговора Асандра II. После этого началась борьба Асандра II с Полемоном I.